# Sant Joaquim del Mas Perer
Sant Joaquim del Mas Perer és una capella del terme comunal de vila de Ceret, a la comarca del Vallespir (Catalunya del Nord), situada en el Mas Companyó.
És en el Mas Perer, en el sector sud-oest del terme de Ceret, prop del termenal amb Reiners.
És una capella molt petita, de construcció popular, d'una sola nau gairebé quadrada. Té un petit campanar d'espadanya i una finestra grossa damunt de la porta. És tan petita que queda amagada en la vegetació del lloc on es troba.